# António Ferreira de Macedo Pinto
António Ferreira de Macedo Pinto (Guedieiros, Sendim, 20 de julho de 1810 — Porto, 10 de fevereiro de 1879), 1.º e único visconde de Macedo Pinto, foi um médico e lente de Medicina na Escola Médico-Cirúrgica do Porto, que se notabilizou como político e publicista. Entre outras funções políticas de relevo, foi deputado às Cortes.

## Biografia
António Ferreira de Macedo Pinto, primeiro e único visconde de Macedo Pinto, nasceu em Guedieiros, freguesia de Sendim, a 20 de julho de 1810, filho de Manuel Ferreira de Macedo e Ana Lúcia Peres Guimarães. Foi o irmão de José Ferreira de Macedo Pinto, professor catedrático da Universidade de Coimbra, e tio de Vítor Macedo Pinto, político duriense.
Licenciou-se em Medicina pela Faculdade de Medicina da Universidade de Coimbra. Trabalhou inicialmente como médico municipal em Bragança, cidade onde fundou o jornal Pharol Transmontano. Transferiu-se depois para o Porto, onde, além de trabalhar como médico, exerceu as funções de professor da Escola Médico-Cirúrgica do Porto até se jubilar em 1872.
Deputado pelo círculo do Porto nas legislaturas de 1853 a 1856. A 13 de agosto de 1865 foi reconhecido fidalgo da Casa Real. Recebeu carta de conselho, tal como o irmão, por carta régia de 2 de março de 1869.
António Ferreira de Macedo Pinto foi elevado a visconde de Macedo Pinto pelo rei D. Luís I, por decreto de 11 de junho de 1874. O primeiro titular foi o único, pois não teve continuadores do título por não ter deixado descendentes. A carta de brasão foi-lhe concedida por carta régia de 24 de maio de 1875.
Colaborou em jornais e revistas médicas e deixou várias obras publicadas. Faleceu na cidade do Porto, a 10 de fevereiro de 1879.